# Morpeth, New South Wales
Morpeth är en ort i Australien. Den ligger i kommunen Maitland Municipality och delstaten New South Wales, i den sydöstra delen av landet, omkring 130 kilometer norr om delstatshuvudstaden Sydney.
Runt Morpeth är det ganska tätbefolkat, med 144 invånare per kvadratkilometer.. Närmaste större samhälle är Maitland, nära Morpeth. 
Trakten runt Morpeth består till största delen av jordbruksmark. Genomsnittlig årsnederbörd är 1 277 millimeter. Den regnigaste månaden är februari, med i genomsnitt 223 mm nederbörd, och den torraste är juli, med 46 mm nederbörd.